# Ceratocanthus humeralis
Ceratocanthus humeralis är en skalbaggsart som beskrevs av Wilhelm Ferdinand Erichson 1843. Ceratocanthus humeralis ingår i släktet Ceratocanthus och familjen Hybosoridae. Inga underarter finns listade i Catalogue of Life.